# Ranunculus batrachioides
Ranunculus batrachioides är en ranunkelväxtart. Ranunculus batrachioides ingår i släktet ranunkler, och familjen ranunkelväxter.

## Underarter
Arten delas in i följande underarter:
- R. b. batrachioides
- R. b. brachypodus
- R. b. maghrebianus